# Pilar Bouzas Pérez
Pilar Bouzas Pérez (Allariz, siglo XX - Allariz, 2005) fue una maestra y política española represaliada por la dictadura franquista. En 1974 se convirtió en la primera concejala de Allariz.

## Biografía
Nació en Allariz en fecha desconocida y falleció en el mismo municipio en 2005. Hija del médico Antonio Bouzas Alonso y de Aurora Pérez Buján,quedó h                                                                                                                                                                                                       uérfana siendo una niña. Era hermana de María Bouzas Pérez, también maestra, miembro del Partido Comunista y represaliada por el franquismo, por lo que se vio obligada a exiliarse a México. Otros dos hermanos fallecieron en la Guerra Civil.
Estudió Magisterio en la Escuela Normal de Ourense y aprobó las oposiciones en 1934, durante la Segunda República. Ejerció como maestra en la localidad ourensana de Casnadagaia. 
Fue víctima de las depuraciones de maestros de la dictadura franquista en 1943 y condenada al exilio en el colegio de Fuen del Cepo en Teruel.
De regreso a Allariz, se volcó en diversos proyectos sociales y educativos, como el fomento de la lectura y la poesía y la organización de campañas para que niños y niñas sin recursos económicos pudieran proseguir sus estudios.
En 1966 ganó el Concurso de Divulgación Social en la Escuela Primaria. En 1974, se convirtió en la primera concejala de Allariz.